# Casa fortificada de los Templarios (Cuevas de Vinromà)
La Casa fortificada de los Templarios, en Cuevas de Vinromá, en la comarca de la Plana Alta, en la provincia de Castellón, es un monumento catalogado como Bien de Interés Cultural, identificado con el código 12.05.050-005, al no contar con anotación ministerial, y según consta en la Dirección General de Patrimonio Artístico de la Generalidad Valenciana.
También es conocida como La Casa del Temple, ya que pertenecía a caballeros de esta Orden militar. Como su nombre indica se trata de una casa fortificada, es decir, un edificio residencial pero con elementos defensivos que le dan un marcado carácter militar.

## Historia
La localidad de Les Coves de Vinromà, tiene su origen en un asentamiento musulmán, que fue conquistado por las tropas de Jaime I de Aragón en el año 1233, junto con el resto de territorios que formaban parte de la bailía del mismo nombre. Una vez reconquistada la zona, el rey cedió en 1235 a Blasco de Alagón, pero, posteriormente acabó en manos de la Orden de Calatrava y después de la del Temple. La Orden del Temple, por su carácter militar acabó fortificando muchas de los territorios que le eran cedidos o que simplemente compraba, por lo que levantada construcciones defensivas de diversas características. Cuando la Orden de Temple comenzó a tener problemas y acabó desapareciendo, gran parte de sus posesiones pasaron a la Orden de Montesa, que creó en su castillo una Comanda Mayor. El pueblo recibió diversas cartas puebla, pese a ello, no se conocía la otorgada en 1281. Cabe destacar que en 1421 las Cortes de Aragón (Antiguo Régimen) se reunieron provisionalmente en esta localidad.

## Descripción
El paso del tiempo ha quedado marcado en el aspecto de esta casa fortificada, hasta el punto de ser difícil encontrar hoy aspectos que indiquen su carácter defensivo, por haberse perdido la fisonomía original del edificio fortificado.